# 小林乾一郎

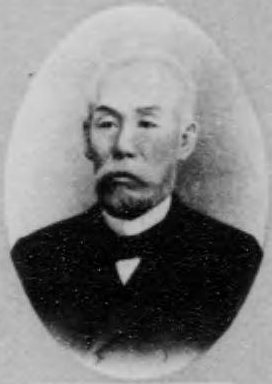
小林乾一郎

小林 乾一郎（こばやし けんいちろう、弘化2年6月15日（1845年7月19日） - 昭和4年（1929年）1月2日）は、日本の教育家、政治家。後の延岡市長鈴木憲太郎の実父。

## 主な事績
明治時代の延岡を代表する教育者、政治家。衆議院議員として、明治期の宮崎県の発展に寄与した。また、延岡の女子教育に大きく貢献した「女児教舎」の提唱者であり、その総監督を務めた。民有林の国有化に反対し、「県北民有林と林業の父」とも称される。

## 生涯
1845年（弘化2年）、日向国延岡（現・宮崎県延岡市）生まれ。藩校廣業館で学んだ後長崎に遊学し、その後東京の大学南校に学ぶ。横浜修文館の英語教師を勤めた後、1873年（明治6年）に帰郷、延岡社学（亮天社）の英語教師となる。
1881年（明治14年）星亨の勧めで自由党に入り、1886年（明治19年）宮崎県会議員、1888年（明治21年）副議長、1890年（明治23年）議長、1892年（明治25年）衆議院議員となった。1899年（明治32年）に議員を辞職後、旧藩主である内藤政挙の家令を長く務め、延岡の発展に寄与した。1929年（昭和4年）1月、85歳没。
1887年（明治18年）の政府による民有林国有化政策に際して、先頭に立って反対運動を展開し、民有林の確保に奔走した。天外と号し、漢詩や書画に親しみ、梅の絵を得意とした。
1965年6月、功績をたたえ、愛宕山の中腹に胸像が建立された。2014年、胸像が山頂駐車場へと移転された。